# Eric Fellner
Eric Fellner (10 oktober 1959) is een Brits filmproducent.

## Carrière
Fellner is de co-voorzitter (samen met Tim Bevan) van het productiebedrijf Working Title Films. Na het vertrek van Sarah Radclyffe bij Working Title Films, sloot hij zich in 1991 aan bij partner Tim Bevan.
Hij ontving in zijn carrière 6 Academy Award (Oscar)-nominaties en 24 BAFTA Award-nominaties (waarvan 4 gewonnen: beste film voor Atonement en beste Britse film voor Elizabeth, Tinker Tailor Soldier Spy en The Theory of Everything).
Ook ontving Fellner de Commandeur in de Orde van het Britse Rijk (CBE) op de Queen's Birthday Honours List 2005 voor zijn diensten aan de Britse filmindustrie. In 2018 ontving hij de Cinematic Production Award van de Royal Photographic Society.

## Privéleven
Fellner heeft vijf kinderen. Drie uit zijn huwelijk en twee met zijn oude partner, fotografe Laura Bailey.

## Filmografie

### Film
Producent
- Sid and Nancy (1986)
- Straight to Hell (1987)
- Hidden Agenda (1990)
- Liebestraum (1991)
- Wild West (1992)
- No Worries (1993)
- French Kiss (1995)
- Moonlight and Valentino (1995)
- Loch Ness (1995)
- Bean (1997)
- The Matchmaker (1997)
- The Borrowers (1997)
- What Rats Won't Do (1998)
- Elizabeth (1998) (On)
- The Hi-Lo Country (1998)
- Plunkett & Macleane (1999)
- Bridget Jones's Diary (2001)
- Captain Corelli's Mandolin (2001)
- 40 Days and 40 Nights (2002)
- Ali G Indahouse (2002)
- About a Boy (2002)
- The Guru (2002)
- Johnny English (2003)
- Love Actually (2003)
- The Calcium Kid (2004)
- Thunderbirds (2004)
- Wimbledon (2004)
- Bridget Jones: The Edge of Reason (2004)
- The Interpreter (2005)
- Pride & Prejudice (2005)
- Nanny McPhee (2005)
- United 93 (2006)
- Catch a Fire (2006)
- Sixty Six (2006)
- Smokin' Aces (2006)
- Hot Fuzz (2007)
- Mr. Bean's Holiday (2007)
- Atonement (2007) (On)
- Elizabeth: The Golden Age (2007)
- Definitely, Maybe (2008)
- Wild Child (2008)
- Frost/Nixon (2008) (On)
- The Boat That Rocked (2009)
- State of Play (2009)
- Green Zone (2010)
- Nanny McPhee and the Big Bang (2010)
- Paul (2011)
- Tinker Tailor Soldier Spy (2011)
- Johnny English Reborn (2011)
- Contraband (2012)
- Big Miracle (2012)
- Anna Karenina (2012)
- Les Misérables (2012) (On)
- I Give It a Year (2013)
- About Time (2013)
- The World's End (2013)
- Closed Circuit (2013)
- The Two Faces of January (2014)
- The Theory of Everything (2014) (On)
- Billy Elliot the Musical Live (2014)
- Trash (2014)
- We Are Your Friends (2015)
- Everest (2015)
- Legend (2015)
- The Danish Girl (2015)
- The Program (2015)
- Hail, Caesar! (2016)
- Bridget Jones's Baby (2016)
- Baby Driver (2017)
- Darkest Hour (2017) (On)
- Victoria & Abdul (2017)
- The Snowman (2017)
- Entebbe (2018)
- King of Thieves (2018)
- Johnny English Strikes Again (2018)
- Mary Queen of Scots (2018)
- The Kid Who Would Be King (2019)
- Yesterday (2019)
- Radioactive (2019)
- Cats (2019)
- Emma (2020)
- The High Note (2020)
- Rebecca (2020)
- Cyrano (2021)
- Last Night in Soho (2021)
- Ticket to Paradise (2022)
- The Swimmers (2022)
- What's Love Got to Do with It? (2022)
- Catherine Called Birdy (2022)
- Matilda the Musical (2022)
- Polite Society (2023)

Uitvoerend producent
- The Rachel Papers (1989)
- A Kiss Before Dying (1991)
- Year of the Gun (1991)
- Posse (1993)
- Romeo Is Bleeding (1993)
- The Hawk (1993)
- Four Weddings and a Funeral (1994)
- The Hudsucker Proxy (1994)
- Panther (1995)
- Dead Man Walking (1995)
- Fargo (1996)
- The Big Lebowski (1998)
- Notting Hill (1999)
- O Brother, Where Art Thou? (2000)
- The Man Who Cried (2000)
- The Man Who Wasn't There (2001)
- Long Time Dead (2002)
- My Little Eye (2002)
- Thirteen (2003)
- The Shape of Things (2003)
- Ned Kelly (2003)
- The Italian Job (2003)
- Gettin' Square (2003)
- Shaun of the Dead (2004)
- Mickybo and Me (2004)
- Inside I'm Dancing (2004)
- No. 2 (2006)
- Gone (2007)
- Burn After Reading (2008)
- The Soloist (2009)
- A Serious Man (2009)
- Rush (2013)
- Grimsby (2016)

### Televisie
Producent
- Frankie's House (1992)

Uitvoerend producent
- Underbelly (1992)
- Spender (1993)
- Frontline (2008)
- The Tudors (2007-2010)
- Love Bites (2011)
- The Borrowers (tv-film, 2011)
- Birdsong (2012)
- True Love (2012)
- Mary and Martha (tv-film, 2013)
- Yonderland (2013-2016)
- The Secrets (2014)
- About a Boy (2014)
- You, Me and the Apocalypse (2015)
- London Spy (2015)
- Gypsy (2017)
- The Case Against Adnan Syed (2019)
- Tales of the City (2019)
- Hanna (2019-2020)
- The Luminaries (2020)
- We Are Lady Parts (2021)
- Everything I Know About Love (2022)

### Videoclip
Producent
- Dynamo Beat van Shock (1981)
- Lonely in Your Nightmare (originele versie) van Duran Duran (1982)
- Save a Prayer van Duran Duran (1982)
- Hungry Like the Wolf van Duran Duran (1982)
- Lonely in Your Nightmare (Herziene versie) van Duran Duran (1983)
- Ooh to Be Ah van Kajagoogoo (1983)

Uitvoerend producent
- Elton's Song van Elton John (1981)